# Mogło być gorzej
Mogło być gorzej (ang. Eastbound & Down) – amerykański serial komediowy nadawany przez stację HBO od 15 lutego 2009 roku do 17 listopada 2013 r. W Polsce jest nadawany przez stację HBO Comedy od 24 stycznia 2010 r. Został wyprodukowany przez Gary Sanchez Productions.

## Opis fabuły
Kenny Powers (Danny McBride) jest zawodowym baseballistą, który już w młodym wieku był wielką gwiazdą. Miał sławę i pieniądze, ale tylko do czasu. Nadszedł czas gdy jego forma spadła a wkrótce musiał opuścić klub. Zamieszkuje u swojego brata Dustina (John Hawkes) i zatrudnia się jako nauczyciel WF-u w swoim dawnym liceum. Cały czas jednak wierzy, że znowu dostanie ofertę pracy w amerykańskiej lidze baseballowej.

## Obsada
- Danny McBride jako Kenny Powers
- John Hawkes jako Dustin Powers
- Jennifer Irwin jako Cassie Powers
- Steve Little jako Stevie Janowski
- Katy Mixon jako April Buchanon
- Andrew Daly jako Terrence Cutler
- Adam Scott jako Duke
- Will Ferrell jako Ashley Schaeffer
- Ben Best jako Clegg
- Craig Robinson jako Reg Mackworthy
- Ian Ketchum jako Franzvald Norchamp
- Sylvia Jefferies jako Tracy
- Brendan Kamps jako Ugly Hobo

## Krytyka
Magazyn Entertainment Weekly uznał produkcję "Mogło być gorzej" za serial o przegranym, który odniesie wielki sukces.